# Grandes y San Martín
Grandes y San Martín är en kommun i Spanien.   Den ligger i provinsen Provincia de Ávila och regionen Kastilien och Leon, i den centrala delen av landet, 110 km väster om huvudstaden Madrid. Arean är 11,0 kvadratkilometer.
Terrängen i Grandes y San Martín är lite kuperad.